# Ludwig IV. von Teck

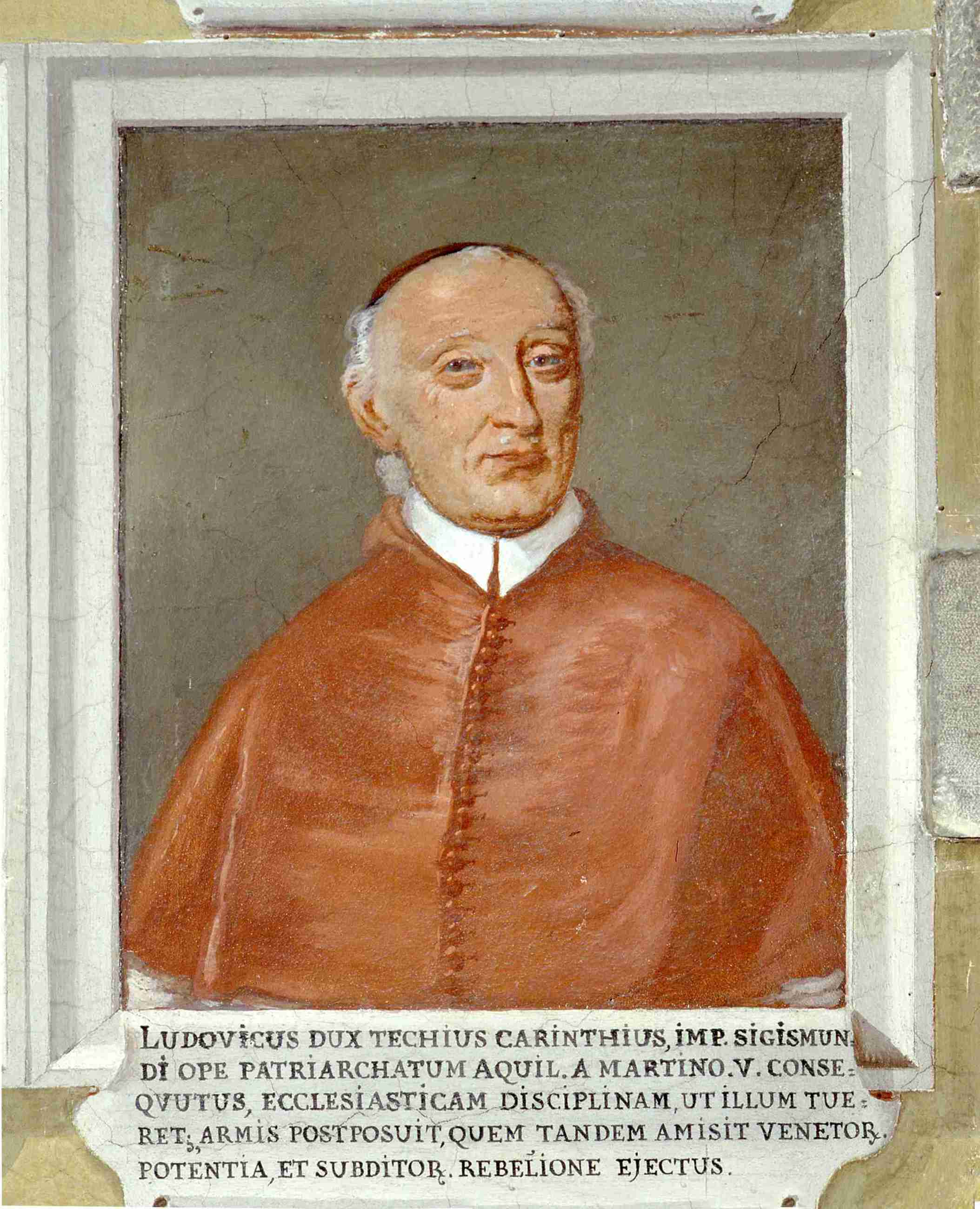
Idealporträt des Patriarchen Ludwig von Teck

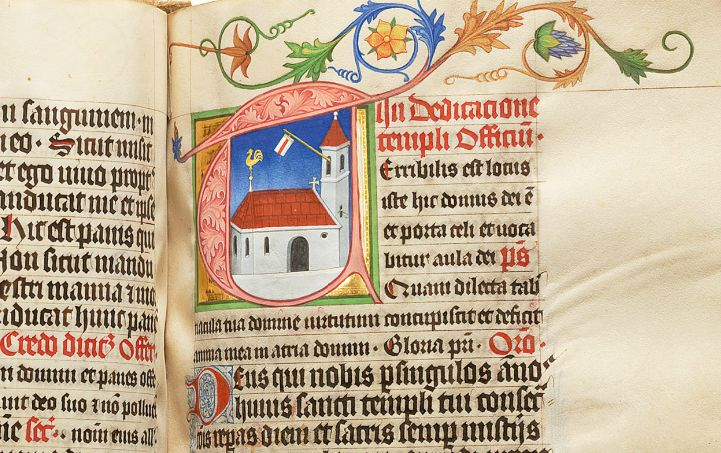
Missale des Patriarchen Ludwig von Teck (etwa 1430/1435)

Ludwig VI. von Teck (* zwischen 1346 und 1392; † 1439 in Basel) war von 1412 bis 1439 Patriarch von Aquileia.

## Leben
Ludwig VI., Sohn von Friedrich III. von Teck und Anna von Helfenstein-Blaubeuren, war der letzte Spross des schwäbischen Geschlechts Teck. Er studierte an der Universität der Stadt Padua, deren Bürgerschaft er am 4. Januar 1395 erlangte. 1402 bewarb er sich um die Patriarchenwürde von Aquileja. Trotz Unterstützung durch seinen Schwager Grafen Friedrich von Ortenburg und des Einsatzes bedeutender Geldsummen in Rom wurde Antonio Panciera, Bischof von Concordia, zum Patriarchen ernannt. Als dieser 1411 Kardinal wurde und den Patriarchenstuhl aufgab, wählte das Kapitel von Aquileja am 6. Juli 1412 Ludwig VI., den Kandidaten König Sigmunds, zum Patriarchen. Am 12. Juli erhielt Ludwig, der bis dahin erst die niederen Weihen empfangen hatte, im Dom zu Cividale durch Graf Heinrich VI. von Görz als Beauftragten des Königs die Investitur. Die kirchliche Bestätigung erfolgte erst am 28. Februar 1418 durch Papst Martin V.
Wegen der Auseinandersetzung mit der Republik Venedig, welche das Friaul in Besitz nehmen und die weltliche Herrschaft des Patriarchen beseitigen wollte, befand sich Ludwig in großer Bedrängnis. Sigmund, der am 17. April 1413 mit Venedig einen fünfjährigen Frieden geschlossen hatte, konnte ihn kaum unterstützen, weil er bereits gegen die Türken und in Dalmatien in Anspruch genommen war. Auch Graf Heinrich von Görz, von Sigmund zuerst zum Reichsverweser, dann zum Statthalter in Friaul bestellt, konnte ihm nicht helfen. Nach Ablauf des fünfjährigen Friedens am 21. April 1418 nahm der seit jeher unbotmäßige Lehensadel des Patriarchats das Heer der Venezianer mit offenen Armen auf. Nach Kämpfen geriet die ganze Provinz in die Hände Venedigs,  der 1422 von Ludwig unternommene Versuch, Friaul mit Hilfe ungarischer Söldner wiederzugewinnen, schlug fehl, ebenso eine Wiederholung des Unternehmens 1431. 
Ludwig verlor jede wirksame diplomatische Unterstützung. Der von ihm auf dem Konzil von Basel angestrengte Prozess gegen Venedig auf Herausgabe seines Landes führte am 23. Dezember 1435 zur Verhängung eines Banns und eines Interdikts über die Republik, doch änderte dies nichts mehr an den Tatsachen.
Seit seiner Erhebung zum Patriarchen wurde Ludwig vom Kaiser und dann auch von König Albrecht II. häufig mit Aufträgen betraut; seit 1433 nahm er am Konzil von Basel teil. Er begegnet uns immer wieder als Mitglied der Deputatio pro communibus, als deren Präsident und als Präsident der Generalkongregation, als Benefizienverleiher, Großpoenitentiar, auch als Deputierter für Kardinalskreierungen. 1436 ging er als Gesandter des Konzils zu Kaiser Sigmund, im März 1438 zur Königswahl nach Frankfurt am Main, im Mai darauf zu König Albrecht, nahm im Juli und Oktober am Nürnberger Reichstag und im folgenden Jahr, kurz vor seinem Tod, noch am Mainzer Kongress teil.